# 三原町
三原町（みはらちょう）は、兵庫県の淡路島南部にあった町。
2005年（平成17年）1月11日、三原郡の他の3町と共に合併して南あわじ市となったため消滅した。
玉葱の名産地で、また淡路人形浄瑠璃発祥の地としても知られる。

## 地理
淡路島の中では、緑町とともに海に面していない自治体である。しかし、島内一肥沃で広大な穀倉三原平野の大部分を有し、四季折々に変化する諭鶴羽山の美しい自然に囲まれている。気候も温暖で比較的雨量の少ない瀬戸内気候で、日照りに恵まれており冬場でも玉葱、レタス、白菜、キャベツなどの水田多毛作体系が確立している。
- 山: 諭鶴羽山
- 河川: 三原川
- 湖沼: 野池・ため池が多数ある。

### 隣接していた自治体
- 洲本市
- 三原郡
  - 緑町
  - 西淡町
  - 南淡町

## 歴史
- 1955年（昭和30年）4月3日 - 榎列村・八木村・市村・神代村が合併して発足。
- 1957年（昭和32年）6月1日 - 倭文村の一部（大字倭文委文組・倭文流組・高道高組）を編入。
- 1957年（昭和32年）7月1日 - 倭文村の一部（大字高道神道組の一部）を編入。
- 1957年（昭和32年）10月1日 - 西淡町の一部（大字志知佐礼尾・志知松本・志知難波・志知中島）を編入。
- 2005年（平成17年）1月11日 - 緑町・西淡町・南淡町と合併して南あわじ市が発足。同日三原町廃止。

## 行政
- 町長
  - 中田 勝久（1994年7月29日から）

## 経済

### 産業
- 主な産業
  - 農業 玉葱（生産量全国2位）、乳製品など。産業別就業人口における第1次産業の率、及び農家1戸当たりの生産農業所得が兵庫県で1位。
- 産業人口（2000年国勢調査）
  - 総数 9,849人
  - 第1次産業 3,245人(32.9%)
  - 第2次産業 2,141人(21.7%)
  - 第3次産業 4,463人(45.3%)
  - 昼夜間人口比 105.8%

## 地域

### 健康
- 平均年齢（平成12年）
  - 男性:76.5歳
  - 女性:83.5歳

### 教育

#### 高等学校
- 兵庫県立三原高等学校
- 兵庫県立志知高等学校

#### 中学校
- 三原町立三原中学校

#### 小学校
- 三原町立榎列小学校
- 三原町立八木小学校
- 三原町立市小学校
- 三原町立神代小学校
- 三原町立志知小学校

## 交通

### 鉄道路線
町内を鉄道は通っていない。

#### 廃止された鉄道路線
- 淡路交通
  - 鉄道線（1966年廃止）：掃守駅 - 自凝島駅 - 一本松駅  - 市村駅 - 神代駅

### 道路
- 高速道路
  - 市町村内にあるインターチェンジ：神戸淡路鳴門自動車道 - 西淡三原インターチェンジ
- 一般国道
  - 市町村内を走る一般国道：国道28号
- 都道府県道
  - 市町村内を走る県道：
    - 兵庫県道31号福良江井岩屋線（淡路サンセットライン）
    - 兵庫県道66号津名五色三原線
    - 兵庫県道76号洲本南淡線（南淡路水仙ライン）
    - 兵庫県道125号洲本西淡線（美緑（みりょく）ロード）
    - 兵庫県道126号西淡三原線（兵庫県道478号接続部より東側、うずしおライン）
    - 兵庫県道477号阿那賀三原線（兵庫県道478号接続部より西側、うずしおライン）
    - 兵庫県道478号市八木線（うずしおライン）
    - 兵庫県道535号灘三原線
- 農道
  - オニオンロード（南淡路広域農道）

## 名所・旧跡・観光スポット・祭事・催事
- 淡路ファームパーク・イングランドの丘
- 淡路人形浄瑠璃資料館
- おのころ島神社

## 民話
- 国産み神話

## 出身有名人
- 片山博視（プロ野球選手）
- 服部嵐雪（江戸前期の俳諧師）
- 広岡宇一郎（衆議院議員）
- 大西実（元富士写真フイルム会長）
- 仁里奈那美（元女子バレーボール選手）
- 若鳴門清海（元大相撲力士）
- 榎本保郎（牧師）
- 奥井奈々（フリーアナウンサー、モデル、実業家）